# Berneray-Sund

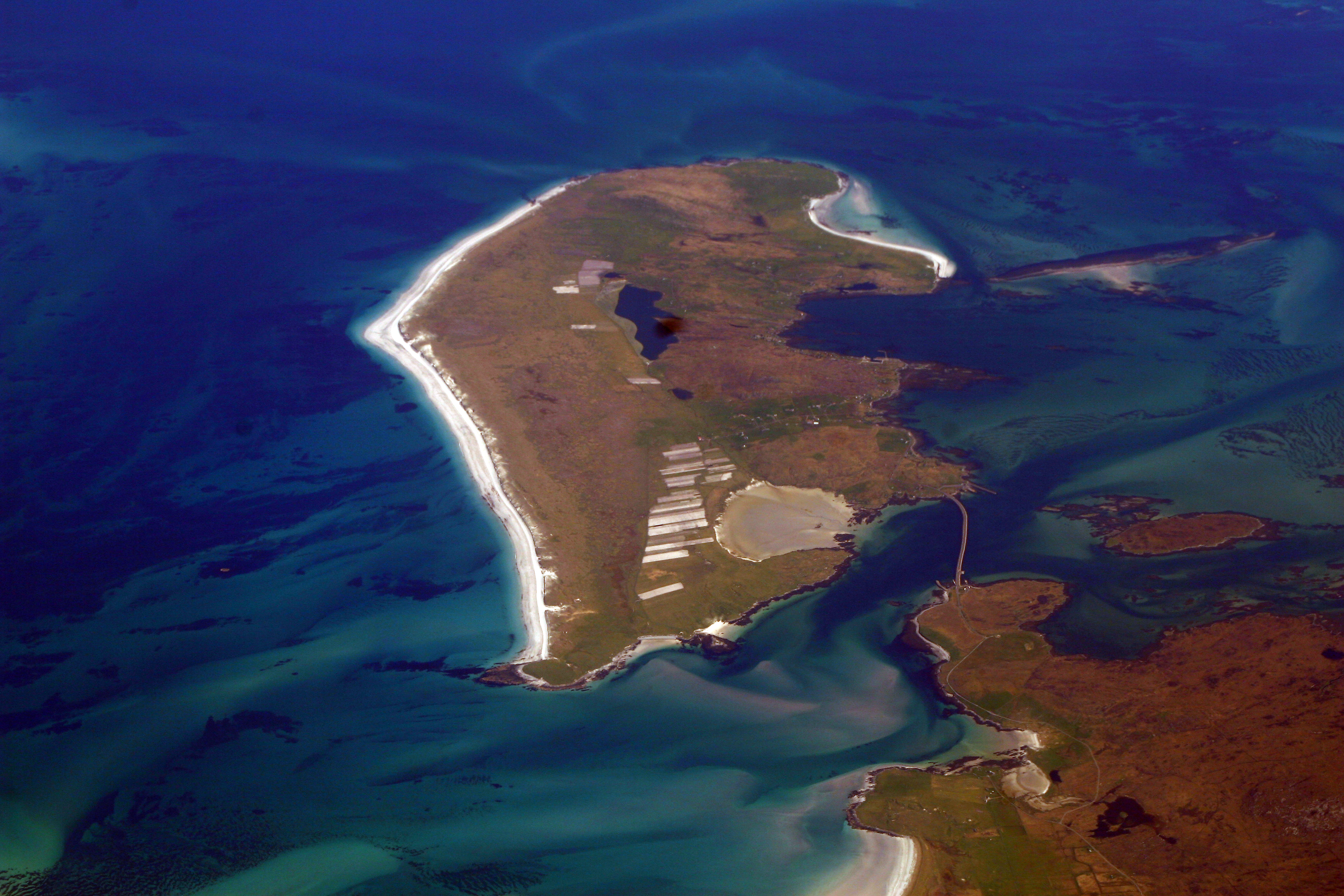
Luftaufnahme des Berneray-Sunds

Der Berneray-Sund ist eine kurze Wasserstraße zwischen den schottischen Hebrideninseln North Uist im Süden und Berneray im Norden. Er verläuft mit einer Länge von etwa vier Kilometern in Ost-West-Richtung und erreicht dabei eine minimale Breite von etwa 400 m. In der Wasserstraße liegt die kleine Insel Torogay. Eine versandete Nebenbucht des Berneray-Sunds an der Südküste Bernerays ist Loch Borve.
Lange Jahre bestand eine Fährverbindung zwischen den beiden Inseln. In den Jahren 1997–1999 wurde dann mit dem Berneray Causeway ein Straßendamm über den Berneray-Sund gebaut, wodurch die Fährverbindung obsolet wurde. Dieser teilt den Berneray-Sund in zwei Teile, sodass er nicht mehr per Schiff vollständig durchfahren werden kann.